# ミトラダテス1世
ミトラダテス1世（ラテン文字表記：Mithradates I、パルティア語: Mithradāt, ペルシア語: مهرداد, Mehrdād、在位：紀元前171年 - 紀元前138年）は、アルサケス朝パルティア王国の王。別名アルサケス6世エウエルゲテス・ディカイオス・ピレレン、ミトリダテスとも表記される。彼のもとでパルティア王国は最盛期を迎え、諸王の王（シャーハンシャー χšāhān-χšāh、バシレウス・バシレオーン ΒΑΣΙΛΕΩΣ ΒΑΣΙΛΕΩΝ）を名乗った。。ゆえにミトラダテス1世以前をパルティア王国、以後をパルティア帝国とする資料もある。プリアパティオスの子、フラーテス1世の弟。

## 生涯
紀元前171年頃、フラーテス1世が亡くなると、弟のミトラダテスが王位を継承した。ほぼ同じ頃、グレコ・バクトリア王国ではエウクラティデス1世（在位：紀元前171年頃 - 紀元前156年頃）が王位を簒奪し、相次ぐ戦乱とともに疲弊していたため、ミトラダテス1世はそれに乗じてタプリアとトラクシアナに侵入した。さらにセレウコス朝のアンティオコス4世エピファネス（在位：紀元前175年 - 紀元前163年）がパレスティナ鎮定に向かっている間にセレウコス朝の東部領土へ侵入、エリマイス王国にも侵攻した。
紀元前161年から紀元前155年にかけてミトラダテス1世はメディア王国と戦争をし、勝ち負けを繰り返しながらも最終的に勝利をおさめ、メディア総督にバカシス（ウァガシス）を任命した。パルティアのメディア征服を聞いたセレウコス朝のデメトリウス2世ニカトル（在位：紀元前145年 - 紀元前138年）は直ちに兵を集め、メディアへ向かった。ミトラダテス1世はその裏をかいて南へ転じ、シリアから来たセレウコス朝の援軍を破り、セレウコス朝の首都セレウキアに入城し、紀元前141年7月8日頃に皇帝に認められた。その3か月後、そこからはるか南にあるウルクでもミトラダテス1世の主権が認められた。同年冬（10月から12月の間）、ミトラダテス1世は続いてスーサへ向かおうとしたところ、パルティアの東部国境付近で異民族であるサカ族の侵入があったため、メソポタミアをパルティア人の将軍に任せてヒュルカニアに向かった。ミトラダテス1世がメソポタミアから去ると、デメトリウス2世ニカトルはパルティアによって征服された諸地域の救援要請を受け、パルティア攻撃に戻った。しかし、デメトリウス2世ニカトルは何度か勝利をおさめたものの、作戦か戦力かが原因でパルティア軍に敗北し、自らも捕えられてしまう。捕えられたデメトリウス2世ニカトルは見せしめとして彼を支援した諸都市の街路を引き回され、ヒュルカニアのミトラダテス1世のもとへ送られた。ミトラダテス1世は彼の身分にふさわしい扱いをし、自分の娘ロドグネを娶らせた。
続いてミトラダテス1世はセレウコス朝の支配者を援助した人々を処罰し始めた。エリマイス王国では征服した後、神殿の財宝を奪って持ち去り、戦争で空になった自分の宝物庫を満たし、アテナとアルテミスの神殿の略奪品だけで1万タラント以上にのぼった。未征服であったスーサもミトラダテス1世の在位中にその版図に加えられたと思われる。ミトラダテス1世は紀元前138年または紀元前137年に静かに生涯を閉じた。それは貨幣学と楔形文字の記録を元に確定されたパルティア王国の最も古い年代である。
ミトラダテス1世が亡くなったときのパルティア帝国の版図はパルティア本土、ヒュルカニア、メディア、バビロニア、アッシリア、エリマイス、ペルシス、タプリア、トラクシアナにわたった。ミトラダテス1世はミトラ神を讃える名前をもつ最初のパルティア王であったが、それまで公式にされていなかったミトラ神が公認された証拠でもある。

## 子
- フラーテス2世…パルティア王
- ロドグネ…セレウコス朝王デメトリウス2世ニカトルの妻

## 参考資料
- ニールソン・C・デベボイス『パルティアの歴史』（小玉新次郎、伊吹寛子訳、山川出版社、1993年）、ISBN 4634658607
- ポンペイウス・トログス / ユスティヌス抄録『地中海世界史』（合阪學訳、京都大学学術出版会〈西洋古典叢書〉、1998年）、ISBN 4876981078